# Vinišće
Vinišće je vesnice spadající pod opčinu Marina ve Splitsko-dalmatské župě v Chorvatsku. Žije zde 765 obyvatel a nachází se zde malý přístav. Leží asi 12 km jihozápadně od města Trogir.
Mezi hlavní zdroje příjmu a obživy patří rybolov a cestovní ruch. Pás pobřeží nedaleko vesnice poskytuje příležitosti k podvodnímu rybolovu a vyznačuje se zálivy s písčitými a oblázkovými plážemi.